# Dolo
Dolo je italské město v oblasti Benátsko (Veneto).

## Geografie
Město se nachází uprostřed Riviera del Brenta.
Sousedními městy a obcemi jsou Campagna Lupia, Camponogara, Fiesso d'Artico, Fossò, Mira, Pianiga a Stra.

## Původ názvu města
Původ názvu města není zcela jasný. Jsou zde tři možné hypotézy: ta první spojuje název města se jménem důležité místní rodiny Dauli, druhá říká, že zde v polovině 15. století byly uvězněny osoby, které se provinily nějakým trestným činem (slovo „dolo“ v italštině znamená lest či zločinný úmysl). Třetí a poslední hypotéza spojuje název města s „ostrovem Dandolo“, jak byla kdysi nazývána jedna z částí města (mezi ulicemi Mazzini a Dauli).

## Historie
Dolo bylo založeno poměrně pozdě. První dokument, ve kterém je město uvedeno, je vyhláška z roku 1540 a týká se silnice Benátky–Padova do „Villam Dolli“.
Někteří nicméně považují za první zmínku opatření z roku 1241, které mluví o paní Jakobíně Petri de Dolli.
Ovšem je jisté, že v oblasti, na které se dnes rozkládá Dolo, žili lidé už dávno předtím. Ví se také například, že zde od roku 1454 byla modlitebna náležící farnosti z Fiessa.
Rozvoj města byl zapříčiněn ekonomickým růstem Benátek, které město odejmuly Padově v roce 1405.
A právě toto období bylo pro Dolo to nejpříznivější, jelikož se stalo důležitým centrem na Riviera del Brenta. V této době se zde také stavěly mlýny.
Ke konci 18. století bylo pak Dolo pod nadvládou Napoleona Bonaparteho (od r.1797) a stalo se také důležitým městem v provincii Benátky. Po roce 1815 patřilo k Lombardsko-benátskému království, a od roku 1866 pak městem náležícím k Italskému království.

## Sport
- UHC Dolo (fotbalová asociace)
- F.C. Dolo 1909 (fotbalový klub)
- Basket Dolo Dolphins

## Osobnosti města
- František Hruška (1819–1888), vynálezce medometu, voják